# Монастирищенский сельский совет (Ичнянский район)
Монастирищенский сельский совет (укр. Монастирищенська сільська рада) — входит в состав
Ичнянского района
Черниговской области
Украины.
Административный центр сельского совета находится в 
с. Монастырище
.

## Населённые пункты совета
- с. Монастырище
- с. Веприк